# Lööne
Koordinaten: 58° 25′ N, 22° 45′ O
Lööne (deutsch Köln) ist ein Dorf (estnisch küla) auf der größten estnischen Insel Saaremaa. Es gehört zur Landgemeinde Saaremaa (bis 2017: Landgemeinde Valjala) im Kreis Saare.

## Einwohnerschaft und Lage
Das Dorf hat 28 Einwohner (Stand 31. Dezember 2011). Es liegt 25 Kilometer nordöstlich der Inselhauptstadt Kuressaare.

## Gut Lööne
Der Hof Köln entstand im Jahre 1489 auf dem kleinen Gut Kölle und einem Gebiet aus der Wacke Löhn. Er wurde im Laufe der Jahrhunderte mehrfach erweitert. Von 1498 bis 1698 stand das Gut im Eigentum der adligen deutschbaltischen Familie Poll. Nachfolgende Eigentümer waren die Familien Vietinghoff, Berg, Weymarn und Güldenstubbe. Mitte des 19. Jahrhunderts erwarb die Familie Buxhoeveden das Land. Letzter Privateigentümer vor der Enteignung im Zuge der Estnischen Landreform war von 1880 bis 1919 Reinhold Baron Buxhoeveden.
Das Herrenhaus wurde im Stil des Barock errichtet. Das eingeschossige Gebäude mit seinem hohen Sockel (Kellergeschoss) wurde 1864 im neogotischen Stil umgebaut. Gleichzeitig wurde es um einen zweigeschossigen Mittelrisalit ergänzt, an dem das Wappen der Familie Güldenstubbe angebracht ist.
Von 1923 bis 1973 war in dem Herrenhaus die Schule des Ortes untergebracht. Jetzt steht das Anwesen in Privatbesitz. Es liegt heute auf dem Gebiet des Dorfes Jõelepa.